# محمد الرشيد ملين
محمد الرشيد ملين (مواليد 10 مارس 1918، الرباط) سياسي مغربي، شغل منصب وزير الدولة المكلف بالوظيفة العمومية بالمغرب في حكومة البكاي بن مبارك الثانية من 28 أكتوبر 1956 إلى 16 أبريل 1958.